# SC Magdeburg

Wappen des SC Aufbau Magdeburg bis 1965

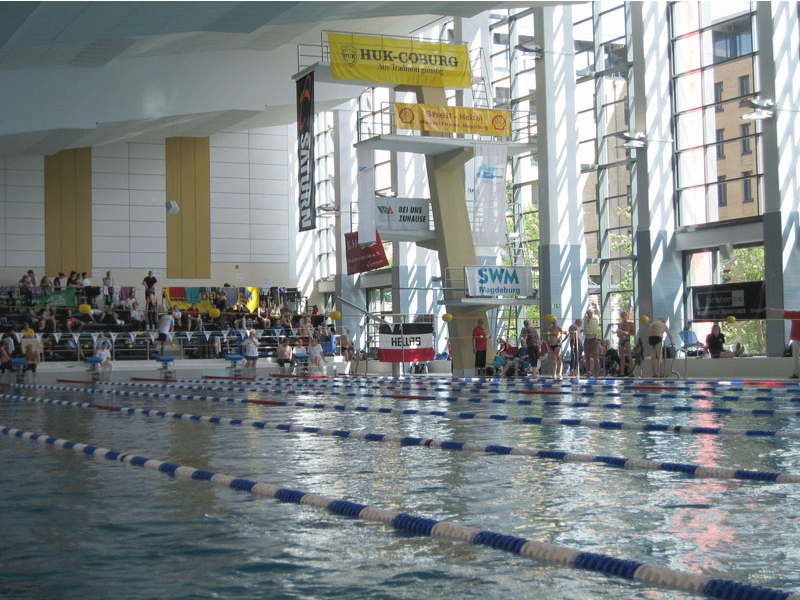
Die Elbeschwimmhalle – Heimstätte der Schwimmabteilung

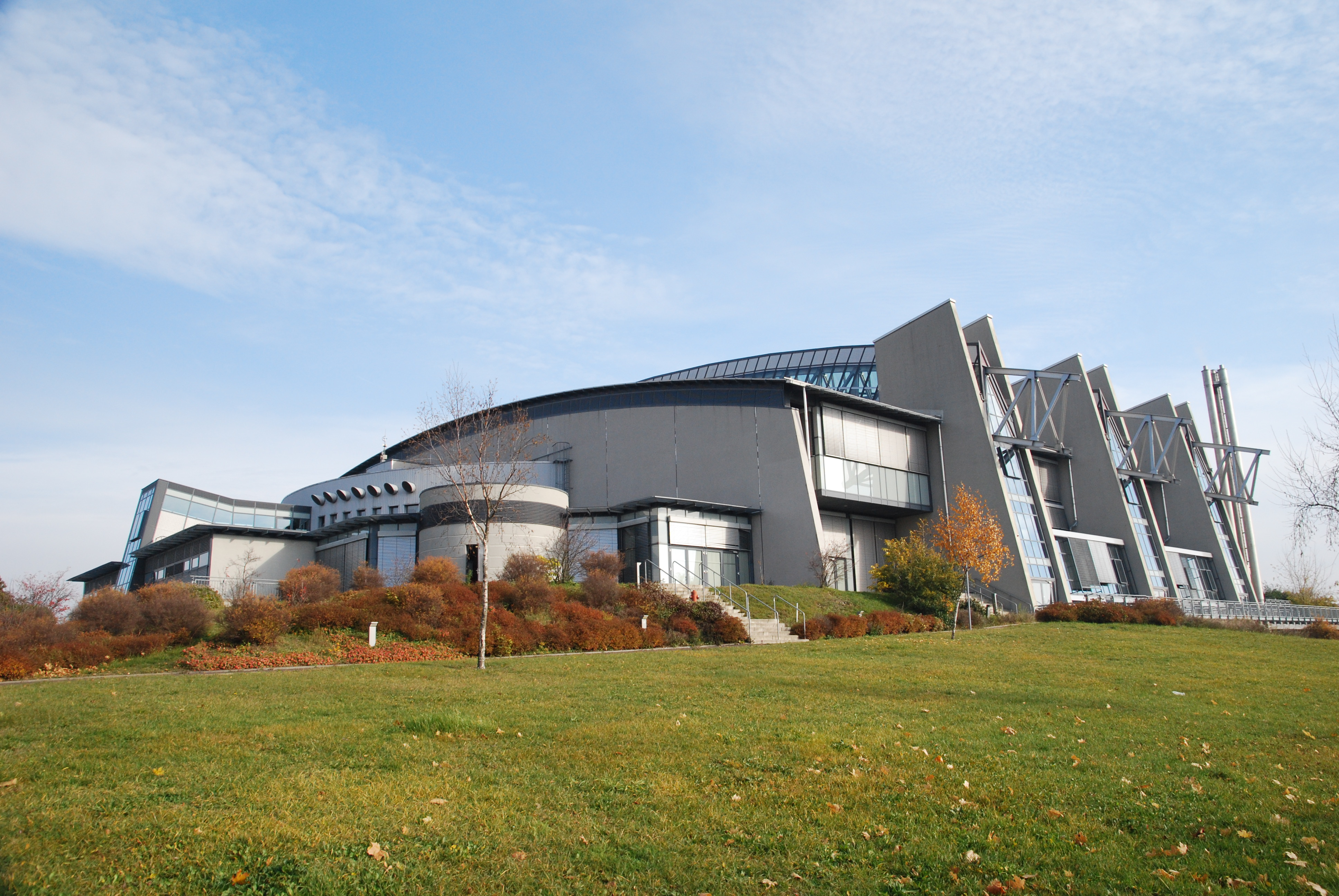
Die Getec Arena – Heimstätte der Handballabteilung

Der Sportclub (SC) Magdeburg ist ein deutscher Mehrspartensportverein mit Sitz in Magdeburg (Sachsen-Anhalt). Er wurde am 10. September 1955 als Sportclub im DDR-Sportsystem gegründet und trug bis 1965 den Namen SC Aufbau Magdeburg.
Der Verein hat Abteilungen für folgende Sportarten: Handball, Kanurennsport, Leichtathletik, Rudern, Schwimmen, Turnen und Wasserball.
Die Fußballabteilung wurde am 22. Dezember 1965 ausgegliedert und ist seitdem als 1. FC Magdeburg selbständig.

## Abteilungen

### Fußball
Der am 22. Dezember 1965 ausgegliederte 1. FC Magdeburg ist mit 15352 Mitgliedern (Stand: 1. Juli 2025) der größte Sportverein in Sachsen-Anhalt.

### Handball
Der SC Magdeburg ist einer der erfolgreichsten deutschen Handballvereine. Er war 2002 der erste deutsche Verein, der die Champions League im Handball gewinnen konnte. Mit dem Gewinn der Champions League 2025 holte der SCM den 39. Titel im Herrenbereich, darunter dreimal die deutsche Meisterschaft.

### Leichtathletik
Grit Breuer war jahrelang das Aushängeschild der Leichtathletik beim SC Magdeburg. Später trainierte auch Nils Schumann unter dem Trainer Thomas Springstein beim SC Magdeburg.
Bevor Raymond Hecht seine Karriere beendete, war er ebenfalls im Trikot des SC Magdeburg aktiv.
Heute starten folgende Athleten der Spitzenklasse für den Verein:
- Nadine Kleinert (inaktiv)
- Janin Lindenberg (inaktiv)
- Josephine Terlecki (inaktiv)
- Ruwen Faller (inaktiv)
- Eric Krüger (inaktiv)
- Björn Lange (inaktiv)
- Martin Wierig
- Henrik Jansen
- Lea Wipper

#### Erfolge
- Annelie Ehrhardt Gold Olympia 1972 über 100 m Hürden
- Dagmar Käsling Gold Olympia 1972 in der 4 × 400-m-Staffel
- Carla Bodendorf Gold Olympia 1976 in der 4 × 100-m-Staffel
- Angela Voigt Gold Olympia 1976 im Weitsprung
- Andreas Knebel Silber Olympia 1980 in der 4 × 400-m-Staffel
- Kathrin Neimke Silber Olympia 1988 Bronze Olympia 1992 im Kugelstoßen
- Kirsten Emmelmann Bronze Olympia 1988 in der 4 × 400-m-Staffel
- Nadine Kleinert Silber Olympia 2004 im Kugelstoßen

### Schwimmen
Die Schwimmabteilung des SC Magdeburg hat über 800 Mitglieder (davon ca. 150 im Wasserball) und gehört zu den traditionsreichsten Schwimmsportabteilungen in Deutschland. Ein Vorläufer des heutigen Vereins war der in den vierziger Jahren aufgelöste Magdeburger Schwimm-Club von 1896. Bei der Gründung des SC Magdeburg 1954 wurden die verbliebenen Schwimmsportler integriert.
Mit je einem Team in der 1. Bundesliga Schwimmen der Herren und der Damen gehört der SC Magdeburg auch zu den bedeutendsten Mannschaften im deutschen Wettkampfschwimmen. Bei den Damen wurde in der Saison 2005/06 Rang vier, bei den Herren Rang sechs erreicht. Trainiert werden die Bundesligamannschaften von Bernd Henneberg. Eine Besonderheit im Trainingsgeschehen ist, dass die Trainingsstätte Elbeschwimmhalle, in der auch ein Bundesleistungszentrum stationiert ist, fast 40 Stunden in der Woche für Trainingseinheiten der Spitzensportler zur Verfügung steht.
Bekannte aktive Schwimmer des Vereins im Jahr 2021 sind die Olympiasiegerin Sharon van Rouwendaal, der Olympiasieger Florian Wellbrock, der Weltmeister Rob Muffels und die WM- und EM-Medaillengewinnerin Finnia Wunram. Nicht mehr im Leistungssport aktiv sind die Olympiasiegerin von 1992 Dagmar Hase, der zweimalige Olympiateilnehmer Jürgen Thiel, die Weltmeisterin Antje Buschschulte und der Europameister Helge Meeuw.
Im Wasserball war der Verein seit 2005 in der 1. Bundesliga vertreten. Am 1. Januar 2009 wechselten die Wasserballer jedoch von der Schwimmabteilung des SCM in die neu gegründete Wasserball-Union Magdeburg. Bis zum Ende der Saison 2008/09 muss das Team daher unter dem Namenskonstrukt SGW WU Magdeburg/SC Magdeburg antreten. Ab der Spielzeit 2009/10 sind die Wasserballer dann schließlich als WU Magdeburg eigenständig.

#### Erfolge
- Barbara Goebel Bronze Olympia 1960 über 200 m Brust
- Petra Riedel Bronze Olympia 1980 über 100 m Rücken
- Kathleen Nord Gold Olympia 1988 über 200 m Schmetterling
- Frank Baltrusch Silber Olympia 1988 über 100 m Rücken
- Anke Möhring Bronze Olympia 1988 über 400 m Freistil
- Astrid Strauß Bronze Olympia 1988 über 800 m Freistil
- Dagmar Hase
  - Gold (400 m Freistil) und 2 × Silber (200 m Rücken und 4 × 100 m Lagen) Olympia 1992
  - 3 × Silber (400 m Freistil, 800 m Freistil, 4 × 200 m Freistil) und 1 × Bronze (200 m Freistil) bei Olympia 1996
- Antje Buschschulte
  - Bronze Olympia 1996 im 4 × 100 m Freistil
  - Bronze Olympia 2000 im 4 × 200 m Freistil
  - 3 × Bronze (200 m Rücken, 4 × 200 m Freistil, 4 × 100 m Freistil) Olympia 2004
- Florian Wellbrock Gold (10 km Freiwasser) und Bronze (1500 m Freistil) bei Olympia 2020
- Sharon van Rouwendaal Silber (10 km Freiwasser) bei Olympia 2020 und Gold (10 km Freiwasser) bei Olympia 2024
- Lukas Märtens Gold bei Olympia 2024 über 400 m Freistil
- Isabel Gose Bronze bei Olympia 2024 über 1500 m Freistil
- Moesha Johnson Silber (10 km Freiwasser) bei Olympia 2024

### Kanurennsport
Die Kanurennsportabteilung hat zahlreiche Weltmeister und olympische Medaillengewinner hervorgebracht, u. a. die Olympiasieger Bernd Duvigneau, Andreas Ihle, Ulrich Papke, Ingo Spelly, Conny Waßmuth und Mark Zabel und ist aktuell die international erfolgreichste Abteilung des Vereins.

#### Erfolge
- Günter Perleberg Gold bei Olympia 1960 in der 4 × 500-m-Staffel
- Bernd Duvigneau Bronze bei Olympia 1976 im K4 1000 m und Gold bei Olympia 1980 im K4 1000 m
- Jürgen Lehnert Bronze bei Olympia 1976 im K4 1000 m
- Harald Marg Gold bei Olympia 1980 im K4 1000 m
- Olaf Heukrodt
  - Silber (C2 1000 m) und Bronze (C1 500 m) bei Olympia 1980
  - Gold (C1 500 m) und Silber (C2 1000 m) bei Olympia 1988
  - Bronze (C1 500 m) bei Olympia 1992
- Eckhard Leue Bronze bei Olympia 1980 im C1 1000 m
- Ingo Spelly Gold im C2 1000 m und Silber im C2 500 m bei Olympia 1992
- Ulrich Papke Gold im C2 1000 m und Silber im C2 500 m bei Olympia 1992
- Mark Zabel 
 Gold bei Olympia 1996
  - Silber bei Olympia 2000 im K4 1000 m
  - Silber bei Olympia 2004 im K4 1000 m
- Björn Bach
  - Silber bei Olympia 2000 im K4 1000 m
  - Silber bei Olympia 2004 im K4 1000 m
- Andreas Ihle
  - Silber bei Olympia 2004 im K4 1000 m
  - Gold bei Olympia 2008 im K2 1000 m
  - Bronze bei Olympia 2012 im K2 1000 m
- Conny Waßmuth Gold bei Olympia 2008 im K4 500 m

### Rudern
Erfolgreiche Sportler der Jahre vor 1999 waren Wolfgang Güldenpfennig, Friedrich-Wilhelm Ulrich, Harald Jährling und Peter Kersten. Seit 1990 firmiert die Ruderabteilung als Ruderclub Magdeburg im Sportclub Magdeburg. Ihre erfolgreichsten Sportler nach 1990 waren André Willms und Manuela Lutze.
Ab 2013 startete der mehrmalige Deutsche- und Weltmeister Marcel Hacker für den SC Magdeburg.

#### Erfolge
- Wolfgang Güldenpfennig Bronze bei Olympia 1972 im Einer und Gold bei Olympia 1976 im Doppelvierer
- Harald Jährling, Friedrich-Wilhelm Ulrich, Georg Spohr Gold bei Olympia 1976 und 1980 im Zweier mit Steuermann
- Martin Winter Gold bei Olympia 1980 im Doppelvierer
- Peter Kersten Bronze bei Olympia 1980 im Einer
- André Willms
  - Gold bei Olympia 1992 im Doppelvierer
  - Gold bei Olympia 1996 im Doppelvierer
  - Bronze bei Olympia 2000 im Doppelvierer
- Manuela Lutze
  - Gold bei Olympia 2000 im Doppelvierer
  - Gold bei Olympia 2004 im Doppelvierer
  - Bronze bei Olympia 2008 im Doppelvierer